# Ďábelské novely
Ďábelské novely, přeloženy z francouzského originálu Les Diaboliques (v angličtině příhodně "She-devils"), jsou souborem šesti novel francouzského spisovatele Julese Barbeye d'Aurevillyho. Příběhy se vyznačují přítomností postav "ďábelských žen". Sám autor o nich v předmluvě k prvnímu vydání píše: "Nevyskytuje se zde jediná, jež by byla čistá, ctnostná, bez úhony."
Ve své próze d'Aurevilly často čerpá náměty z rodné Normandie (kromě povídky "Rub karet whistové partie" je do oblasti Normadie zasazen např. jeden z d'Aurevillyho románů - "Rytíř des Touches") a v již zmiňované předmluvě tvrdí, že "tyto příběhy jsou bohužel pravdivé. Nic v nich není vymyšleno. Jen jména jsou změněna: toť vše!"

## Styl
Svým stylem se d'Aurevilly řadí mezi pozdní romantiky (navazuje na něho např. Villiers de l'Isle Adam). Ve vyjadřování je velkolepý - monumentalita je mu (jako většině romantiků) vlastní. Ve své době představoval jakýsi "konzervativní" (tím je myšleno "obracející se k minulosti", nikoliv konzervativní v prudérním slova smyslu - ačkoliv byl zastáncem klerikalismu, témata, která pro své povídky volil, byla neotřelá a na svou dobu velice nekonvenční) protipól k zastáncům francouzského realismu a jejich typickému pesimismu. Jak píše Václav Černý: "Odečtěte z d'Aurevillyho jeho satanismus či diabolismus, který je jen fólií, ostatně nutnou, jeho prudké víry v absolutní dobro, a máte statečného kondotiéra na celoživotním tažení proti tíži realismu a pozitivismu, proti novému světu bez zázraků, tajemství, odstínů a kouzla."

## Seznam povídek

### Karmazínová záclona
Starý šlechtic vypráví příteli o svém prvním sexuálním zážitku se ženou.

### Nejkrásnější láska Dona Juana
Ve společnosti bývalých milenek se zestárlý hrabě de Ravila (od slovesa ravilir, zhanobit, zneuctít, poskvrnit ) svěří s příběhem o nejkrásnější lásce, jakou kdy v životě vzbudil.

### Štěstí v zločinu
Příběh vznešeného šlechtice a šermířky, kteří se pro lásku nezdráhají spáchat vraždu šlechticovy manželky.

### Rub karet whistové partie
Snad nejtajemnější ze všech šesti povídek. Vypráví o podivném milostném vztahu postarší hraběnky a profesionálního hráče whistu, který vede ke dvěma neobjasněným vraždám.

### Na hostině ateistů
Vysloužilý důstojník vypráví přátelům příběh vášnivé lásky, kterou choval k partnerce svého kolegy.

### Pomsta ženy
Vysoce postavená šlechtična uštědří manželovi tu nejkrutější ránu. Pochroumá jeho čest tím, že se stane prostitutkou a všem zákazníkům vypráví o své minulosti.

## Filmová zpracování
Několika povídkám ze souboru "Ďábelské novely" se dostalo volného filmového zpracování:
- "Die Rache einer Frau"[7] (1921), režie Robert Wiene, předlohou povídka "Pomsta ženy"
- "Le rideau cramoisi"[8] (1952), režie Alexandre Astruc, podle povídky "Karmazínová záclona"
- "Don Giovanni"[9] (1970), režie Carmelo Bene, film inspirován "Nejkrásnější láskou Dona Juana"
- "La Vingança de Uma Mulher"[10] (2012), režie Rita Azevedo Gomes, natočeno na základě povídky "Pomsta ženy"